# Il bambino con il cuore di legno
Il bambino con il cuore di legno (in inglese: Noah Barleywater Runs Away) è un romanzo del 2010 dello scrittore irlandese John Boyne, pubblicato per la prima volta in Italia nel 2012.

## Trama
Noah, un bambino di otto anni, scappa di casa per fuggire dal dolore della morte imminente della madre. Si imbatte nella casa di un vecchio giocattolaio, con il quale ha modo confrontarsi sulla vita. Il libro ha così due protagonisti, il bambino e il vecchio.